# 寒河江市立醍醐小学校
寒河江市立醍醐小学校（さがえしりつ だいごしょうがっこう）は、山形県寒河江市にある公立小学校である。

## 沿革
- 1874年（明治7年） - 慈恩寺学校設立
- 1875年（明治8年） - 校舎を華蔵院に移す
- 1882年（明治15年） - 慈恩寺村字仁王堂に校舎新築、校舎移転
- 1887年（明治20年） - 慈恩寺尋常小学校に改称
- 1889年（明治22年） - 醍醐尋常小学校に改称
- 1900年（明治33年) - 校舎増築落成
- 1901年（明治34年） - 高等科併置
- 1902年（明治35年） - 高等科廃止
- 1905年（明治38年） - 実業補習学校開校
- 1908年（明治41年） - 日和田に小学校校舎起工
- 1909年（明治42年） - 校舎新築落成
- 1917年（大正6年） - 高等科を併置
- 1935年（昭和10年） - 醍醐青年学校に改称
- 1941年（昭和16年）4月 - 醍醐村国民学校に改称。
- 1944年（昭和19年） - 独立青年学校設置
- 1947年（昭和22年）4月 - 醍醐村立醍醐小学校に改称。
- 1948年（昭和23年） - 醍醐青年学校廃止
- 1954年（昭和29年）11月 - 現在の寒河江市立醍醐小学校に改称。
- 2003年（平成15年） - 新校舎落成[1]。

## 学区
鬼越、南坂、桜橋、田沢、橋本、下道、新御堂、上宿、東上宿、中宿、下宿、箕輪

## 卒業後
- 陵西中学校へ進学する[2]。